# Yevgeniy Gidich
Yevgeniy Gidich (Kokshetau, 19 de mayo de 1996) es un ciclista kazajo que milita en el conjunto China Glory-Mentech Continental Cycling Team.

## Palmarés
2016
- 1 etapa del Tour de Irán
- 2 etapas de la Vuelta al Lago Qinghai
- 1 etapa del Tour de Bulgaria

2017
- Tour de Tailandia, más 1 etapa
- 1 etapa de la Vuelta al Lago Qinghai[1]

2019
- Campeonato Asiático en Ruta
- 1 etapa de la CRO Race

2021
- 2.º en el Campeonato de Kazajistán en Ruta

2022
- Campeonato de Kazajistán en Ruta

2023
- 2.º en el Campeonato Asiático en Ruta
- 2.º en el Campeonato de Kazajistán en Ruta
- 2 etapas del Tour de Van

## Resultados en Grandes Vueltas y Campeonatos del Mundo
| Carrera         | Carrera         | 2015 | 2016 | 2017 | 2018 | 2019 | 2020 | 2021 | 2022 | 2023 | 2024 |
| --------------- | --------------- | ---- | ---- | ---- | ---- | ---- | ---- | ---- | ---- | ---- | ---- |
|                 | Giro de Italia  | —    | —    | —    | —    | —    | —    | —    | —    | —    | —    |
|                 | Tour de Francia | —    | —    | —    | —    | —    | —    | —    | —    | —    | —    |
|                 | Vuelta a España | —    | —    | —    | —    | —    | —    | —    | —    | —    | —    |
| Mundial en Ruta | Mundial en Ruta | —    | —    | —    | —    | Ab.  | —    | Ab.  | —    | —    | —    |

—: no participa

Ab.: abandono